# Bahnstrecke Bochum Nord–Bochum-Weitmar
| |                       |                                       |                                       |
| Streckennummer (DB): | 2155                  |                                       |                                       |
| Kursbuchstrecke (DB): | zuletzt 230c (1945/6) |                                       |                                       |
| Streckenlänge: | 5,5 km                |                                       |                                       |
| Spurweite: | 1435 mm (Normalspur)  |                                       |                                       |
| |                       |                                       |                                       |
| \| \| \| Strecke von Bochum Präsident \| \| \| \| 0,0 \| Bochum Nord \| Bochum Nord \| \| \| \| Strecke nach Bochum-Langendreer \| \| \| \| \| Bochum Hbf–Bochum-Langendreer S 1 \| \| \| \| 1,3 \| Keespe u Hellbrügge (Anst) \| Keespe u Hellbrügge (Anst) \| \| \| 2.0 \| Gockel u Niebur (Anst) \| Gockel u Niebur (Anst) \| \| \| 2,1 \| Bochum Stadt (Anst) \| Bochum Stadt (Anst) \| \| \| 2,6 \| Bundeswehr Bochum (Anst) \| Bundeswehr Bochum (Anst) \| \| \| \| Stadtbahn Herne–Bochum-Hustadt U 35 \| \| \| \| 3,6 \| Bochum Wasserstraße \| Bochum Wasserstraße \| \| \| 3,7 \| Mönninghoff (Anst) \| Mönninghoff (Anst) \| \| \| 3,8 \| Eickhoff (Anst) \| Eickhoff (Anst) \| \| \| 3,9 \| Wiemelhausen \| Wiemelhausen \| \| \| 4,2 \| Bochum Häusser AG (Anst) \| Bochum Häusser AG (Anst) \| \| \| \| ehem. Strecke nach Bochum-Langendreer \| \| \| \| 5,5 \| Bochum-Weitmar \| Bochum-Weitmar \| \| \| \| ehem. Strecke nach Bochum-Dahlhausen \| \| \| \| \| \| \| \| Quellen: [1] \| \| \| \| |                       |                                       |                                       |
| Strecke |                       | Strecke von Bochum Präsident          | Strecke von Bochum Präsident          |
| Dienststation / Betriebs- oder Güterbahnhof | 0,0                   | Bochum Nord                           | Bochum Nord                           |
| Abzweig ehemals geradeaus und nach links |                       | Strecke nach Bochum-Langendreer       | Strecke nach Bochum-Langendreer       |
| Kreuzung geradeaus unten (Strecke geradeaus außer Betrieb) |                       | Bochum Hbf–Bochum-Langendreer S 1     | Bochum Hbf–Bochum-Langendreer S 1     |
| Blockstelle (Strecke außer Betrieb) | 1,3                   | Keespe u Hellbrügge (Anst)            | Keespe u Hellbrügge (Anst)            |
| Blockstelle (Strecke außer Betrieb) | 2.0                   | Gockel u Niebur (Anst)                | Gockel u Niebur (Anst)                |
| Blockstelle (Strecke außer Betrieb) | 2,1                   | Bochum Stadt (Anst)                   | Bochum Stadt (Anst)                   |
| Blockstelle (Strecke außer Betrieb) | 2,6                   | Bundeswehr Bochum (Anst)              | Bundeswehr Bochum (Anst)              |
| Kreuzung mit U-Bahn geradeaus oben (Strecke geradeaus außer Betrieb) |                       | Stadtbahn Herne–Bochum-Hustadt U 35   | Stadtbahn Herne–Bochum-Hustadt U 35   |
| Haltepunkt / Haltestelle (Strecke außer Betrieb) | 3,6                   | Bochum Wasserstraße                   | Bochum Wasserstraße                   |
| Blockstelle (Strecke außer Betrieb) | 3,7                   | Mönninghoff (Anst)                    | Mönninghoff (Anst)                    |
| Blockstelle (Strecke außer Betrieb) | 3,8                   | Eickhoff (Anst)                       | Eickhoff (Anst)                       |
| Haltepunkt / Haltestelle (Strecke außer Betrieb) | 3,9                   | Wiemelhausen                          | Wiemelhausen                          |
| Blockstelle (Strecke außer Betrieb) | 4,2                   | Bochum Häusser AG (Anst)              | Bochum Häusser AG (Anst)              |
| Abzweig geradeaus und von links (Strecke außer Betrieb) |                       | ehem. Strecke nach Bochum-Langendreer | ehem. Strecke nach Bochum-Langendreer |
| Bahnhof (Strecke außer Betrieb) | 5,5                   | Bochum-Weitmar                        | Bochum-Weitmar                        |
| Strecke (außer Betrieb) |                       | ehem. Strecke nach Bochum-Dahlhausen  | ehem. Strecke nach Bochum-Dahlhausen  |
| |                       |                                       |                                       |
| Quellen: |                       |                                       |                                       |

Die Bahnstrecke Bochum Nord–Bochum-Weitmar ist eine ehemalige Eisenbahnstrecke in Bochum im östlichen Ruhrgebiet in Nordrhein-Westfalen. Im Volksmund war die Strecke auch als Springorum-Bahn bekannt, nach dem an der Strecke liegenden Kraftwerk Springorum.
Die Strecke verband den Bahnhof Bochum Nord an der Bahnstrecke Osterath–Dortmund Süd mit dem Bahnhof Bochum-Weitmar an der Bahnstrecke Essen-Überruhr–Bochum-Langendreer. Sie wurde überwiegend für Schienengüterverkehr genutzt und zeitweise für Personenzüge. Seit den 2010er Jahren ist sie Teil des Bahntrassenradwegs Springorum.

## Geschichte

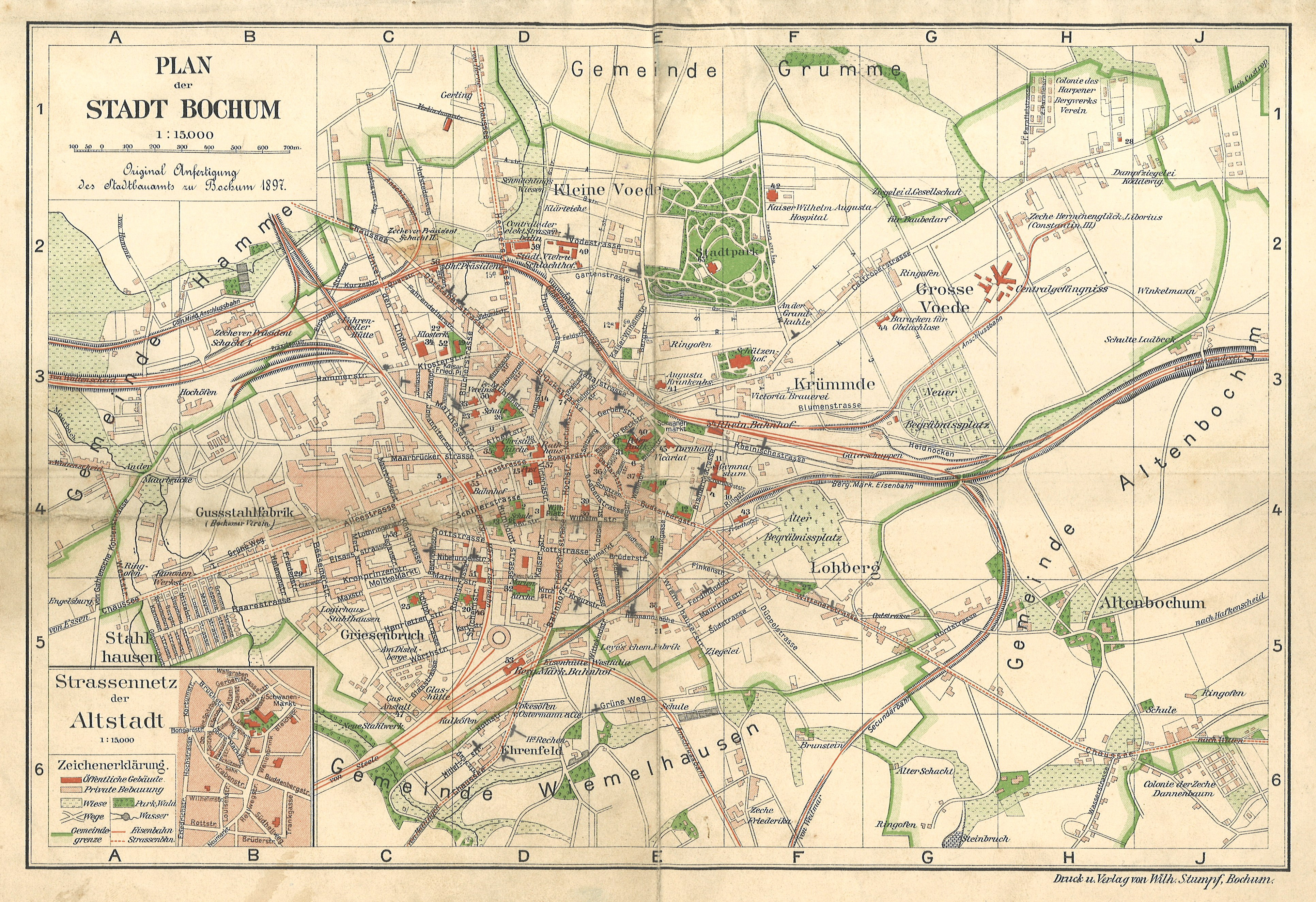
Karte 1897 zeigt Teil der „Secundärbahn von Weitmar“ in Planquadraten G4-H4 bis F6-G6, beginnend „Rhein. Bahnhof“

Karte 1900 zeigt ganze Bahnstrecke von „Bhf. Nord“ bis „Bahnhof Weitmar“ über „Bhf. Wiemelhsn.“ nebst Anschlussgleis „Z. Dannenbaum IV“

Die Strecke wurde von den Preußischen Staatseisenbahnen in zwei Etappen gebaut. Der erste Abschnitt zwischen Bochum und Wiemelhausen wurde am 1. November 1883 für den Güterverkehr freigegeben. Damit erhielt die Schachtanlage II der Zeche Friederika einen Eisenbahnanschluss.

### Personenverkehr
Der zweite Abschnitt folgte am 1. Januar 1884 zwischen Wiemelhausen und Weitmar, zugleich begann der Personenverkehr zwischen den Bahnhöfen Bochum Nord und Weitmar. Nicht zuletzt die Konkurrenz durch die 1905 eröffnete Straßenbahnstrecke Bochum – Wiemelhausen – Zeche Carl Friedrich Erbstollen (zwischenzeitlich Linien 5 und 15, heute zum Teil die Buslinie 349 der Bogestra) dürfte dazu beigetragen haben, dass 1906 auf der Eisenbahn der Personenverkehr eingestellt wurde. Ab Dezember 1912 endete eine Straßenbahnstrecke der Bogestra aus Grumme auf der Königsallee in unmittelbarer Nähe des früheren Haltepunkts Wiemelhausen. Anfang der 1920er Jahre wurde die Bahnstrecke mit einer neuen Brücke über die Königsallee überführt, so dass die Bogestra 1926 ihre Straßenbahnstrecke ohne eine Gleiskreuzung bis zur Wohlfahrtstraße verlängern konnte.
Nach dem Zweiten Weltkrieg fuhren 1945/46 vorübergehend wieder Personenzüge, nun mit einem Haltepunkt Bochum Wasserstraße als Ersatz für den Haltepunkt Wiemelhausen.

### Güterverkehr

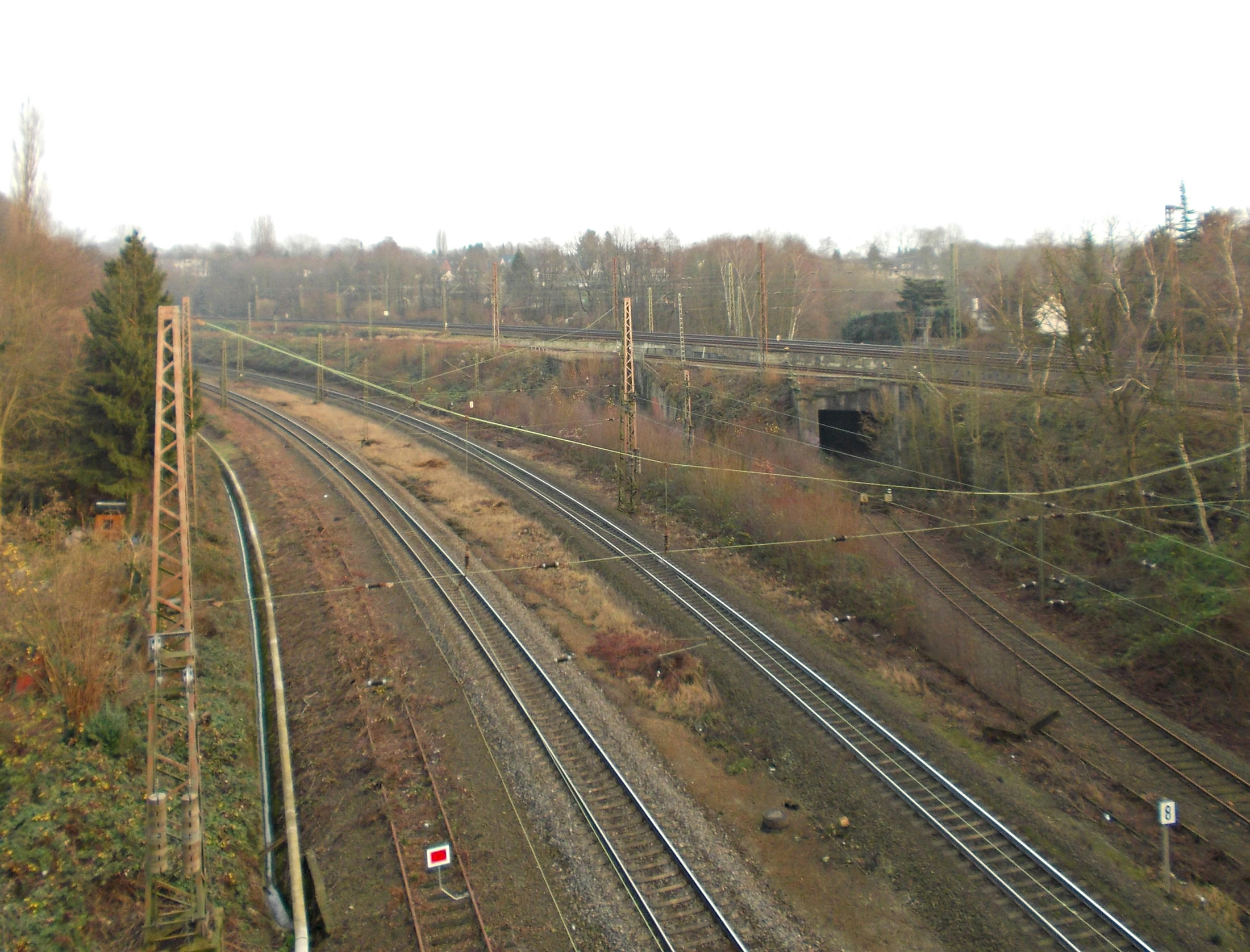
Springorum-Bahn unterquerte östlich von Bochum Nord Fern- und S-Bahn. Nach Stilllegung endete sie am Prellbock rechts im Bild. (Fotostandort 2016)

Im Güterverkehr wurden im Laufe der fast 116-jährigen Geschichte entlang der Strecke wechselnde Gewerbekunden bedient.
Der Gleisanschluss zum Sägewerk Keespe & Hellbrügge an der Goerdtstraße dürfte zur Gründung der Firma 1911 eingerichtet worden sein.
In dem Bereich südlich der Wittener Straße, parallel zur Tonderner Straße und heute mit Wohnhäusern überbaut, lagen Bauhof und Lagerplatz des Unternehmens Gockel & Niebur, das nach dem Zweiten Weltkrieg auch Kleinzechen in Dahlhausen (Punkt 4 des Bergbauwanderweg Dahlhausen) und Dortmund-Kley (Zeche Justus) betrieben hatte; die Anschlussweiche lag unmittelbar nördlich des Bahnübergangs Glockengarten. Südlich des Glockengartens, östlich neben der Straße Steinring, befand sich um 1928 der städtische Milchhof, nach 1945 die Nord-Süd Einkaufsgenossenschafts GmbH. An dem Areal steht heute die Wohnsiedlung Alter Eistreff, benannt nach der von 1978 bis 2003 betriebenen Eislauf-Halle, die eine markante sechseckige Halle der Einkaufsgenossenschaft nachnutzte.
Nordöstlich des Bahnübergangs der Querenburger Straße gab es in der zweiten Hälfte der 1960er-Jahre zwei Anschlussgleise: Auf der einen Seite das Gelände, das von 1750 bis 1907 zur Zeche Friederika gehört hatte, auf dem von 1925 bis 1959 eine Ziegelei mit Steinbruch betrieben und ab 1968 das Schulzentrum Wiemelhausen errichtet wurde, mit dem Geologischen Garten ab 1971. Zum anderen die Zentrale der Westdeutsche Haushaltsversorgung, die danach vom Kreiswehrersatzamt der Bundeswehr genutzt wurde. Ausgehend von Weichen nordöstlich der damaligen Wiemelhauser Straße, heute Universitätsstraße, waren in den 1930er-Jahren zwei weitere kurze Anschlussgleise verzeichnet: Das nördliche führte in den Bereich des Dreiecks aus Querenburger Straße, Steinring und Bahnstrecke, das südliche an den Rand des Geländes der späteren Aral Forschung.
Der Anschluss sowie das Betriebsgelände von Schacht II der Zeche Friederika – östlich der Bahnstrecke, südlich der Wasserstraße und westlich der Wiemelhauser Straße – erlebten eine wechselvolle Geschichte. Im Jahr 1898 wurde die Kohleförderung beendet. Ab 1909 diente der Schacht, nun bezeichnet als Schacht IV der Zeche Dannenbaum, zur Bewetterung der Zechen Prinz Regent und Dannenbaum. Um das Jahr 1928 ist auf dem Gelände kein Gleis eingezeichnet, um 1939 aber doch. Der Wetterschacht wurde 1960 verfüllt. Es siedelte sich die Maschinenbaufirma Mönninghoff an. Mönninghoff befand sich im Eigentum der Bochumer Mineralölgesellschaft, als die Firma den Bochumer Standort im Jahr 1983 aufgab und ab 1986 dem Verfall überließ. Ab 1994 wurde das Gelände umfassend beräumt und schrittweise der Dienstleistungspark Trimonte angelegt.
Das Maschinenbauunternehmen Eickhoff befindet sich bis heute auf dem nach 1921 neu erschlossenen Firmengelände südlich der Wasserstraße, westlich der Bahnstrecke direkt neben dem alten Haltepunkt Wiemelhausen. Auf der gegenüberliegenden Seite der Strecke war der Konsumverein Wohlfahrt von 1912 bis 1969 angeschlossen, dem Jahr der Aufgabe des Standorts nach Übernahme durch die Konsumgenossenschaft Co-op Dortmund. In den 1980er-Jahren durch eine Firma Curris und dann die Baufirma Häusser genutzt, sitzt in dem denkmalgeschützten Komplex an der Königsallee seit 2014 die Firma G Data CyberDefense.
Am 31. Januar 1999 endete der Güterverkehr – mit der Abschaltung der Kohlekessel im Kraftwerk Bochum war 1996 der letzte große Nutzer der Strecke weggefallen. Auf Antrag vom 20. November 1998 erteilte das Eisenbahn-Bundesamt die Genehmigung zur Streckenstilllegung zum 13. August 1999. Der nördlichste Abschnitt von Bochum Nord bis zur Anschlussstelle Stadt Bochum (Glockengarten/ehem. Milchhof) wurde dabei in ein Nebengleis umgewandelt.

## Fuß- und Radweg

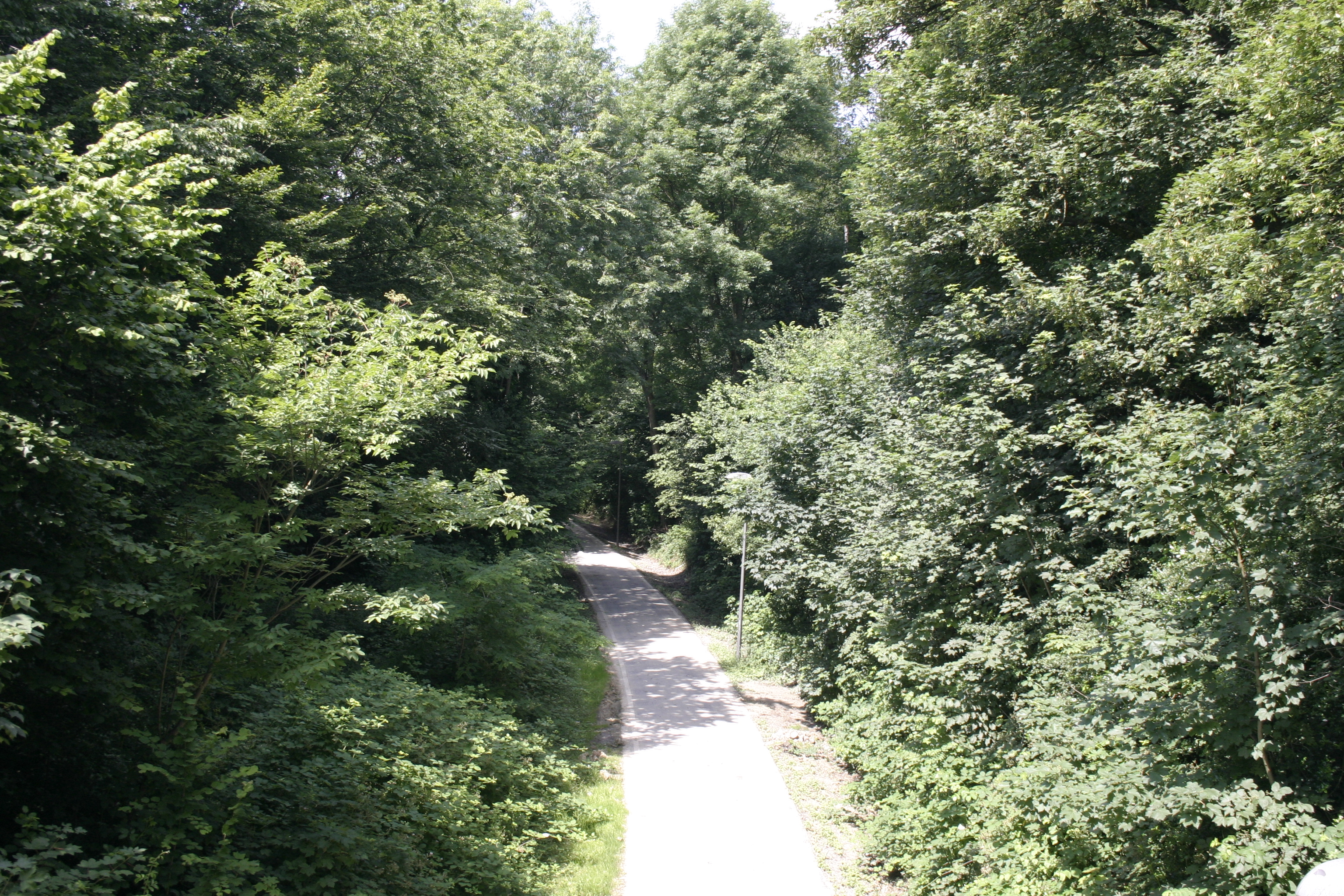
Springorum-Trasse in Höhe der Goerdtstraße unweit des Bahnhofs Bochum Nord, 2024

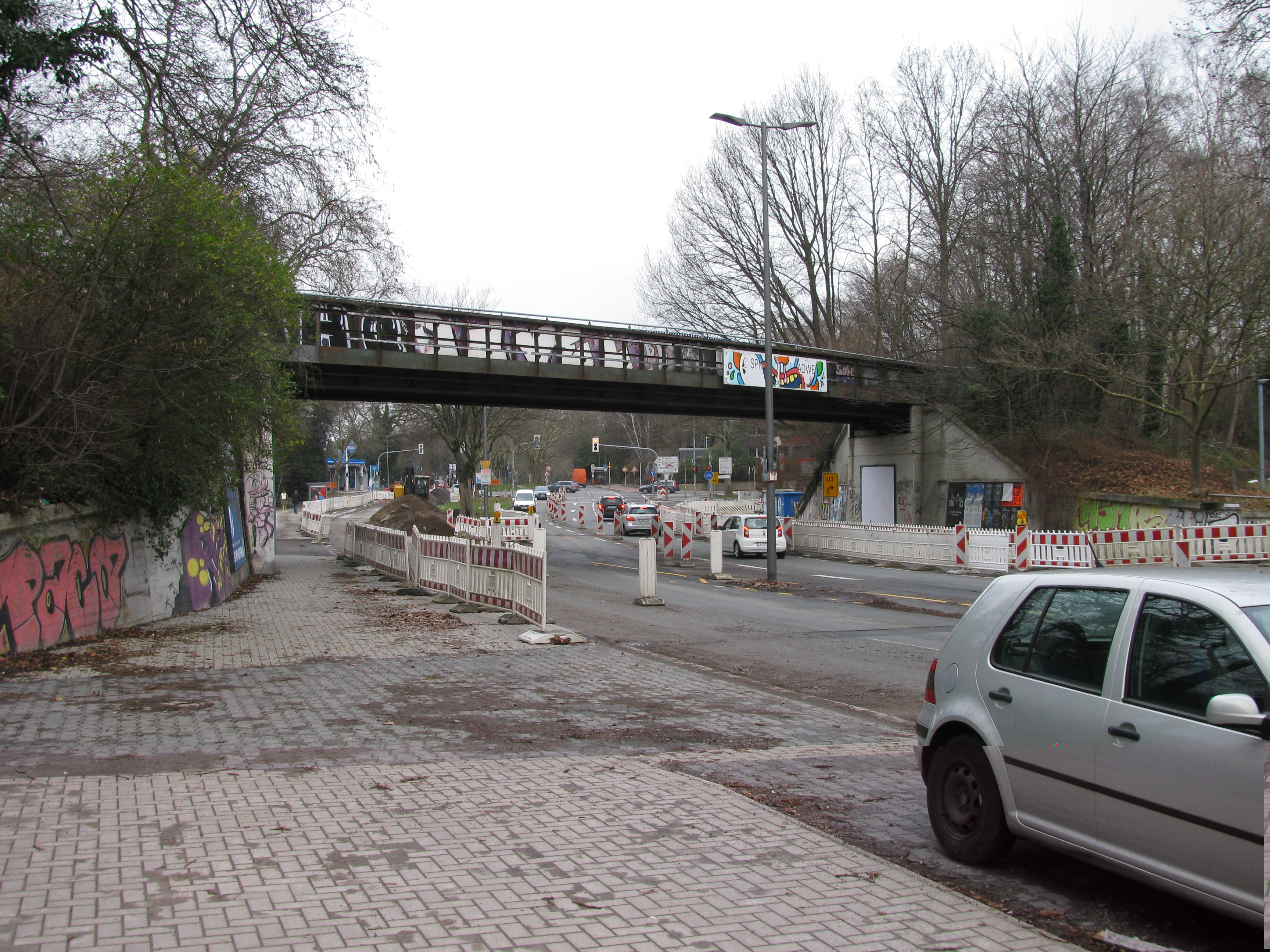
Brücke Springorum-Trasse über Königsallee, Blick stadteinwärts 2023

Die gesamte Strecke von Altenbochum bis Weitmar wurde zum Fuß- und Radweg „Springorum-Trasse“ umgebaut. Ausgenommen bleiben die Einfädelung in den Bahnhof Bochum Nord und der mit neuen Wohnhäusern überbaute Teil des ehemaligen Bahnhofs Bochum-Weitmar. Der Abschnitt Goerdtstraße – Waldring – Franziskusstraße – Tunnel unter Hattinger Straße – Schlosspark Weitmar ist seit Oktober 2017 durchgängig begeh- und befahrbar. Der Ausbau bzw. die Sanierung des Abschnittes bis nach Dahlhausen wurde im Juni 2019 fertiggestellt.